# Hit the Ice
Pour le film appelé Hit the Ice en anglais, voir Deux nigauds dans la neige.
Hit the Ice est un jeu vidéo de hockey sur glace développé par Williams Electronics Games, sorti en 1990 sur borne d'arcade. Il a été adapté sur Nintendo Entertainment System (1990), PC Engine (1991), Mega Drive (1992) et Super Nintendo (1993). Des versions Game Boy et Game Gear ont également vu le jour.